# 雅典有轨电车
雅典有轨电车（羅馬化：Tram Athinas）为希腊雅典市的公共有轨电车系统。雅典有轨电车系统由阿提卡地铁公司的子公司雅典有轨电车公司运营。
雅典有轨电车包含35辆Sirio车辆组成的车队，有48个有轨电车站。员工345名，日发送旅客65,000人次。有轨电车系统轨道总长27公里，覆盖雅典的10个区。

## 路线和站点
雅典电车有3条以古希腊人命名的路线：修昔底德，亚里士多德和柏拉图。电车的运行时间约为每天凌晨5:00至午夜。